# Pont de Kirjalansalmi

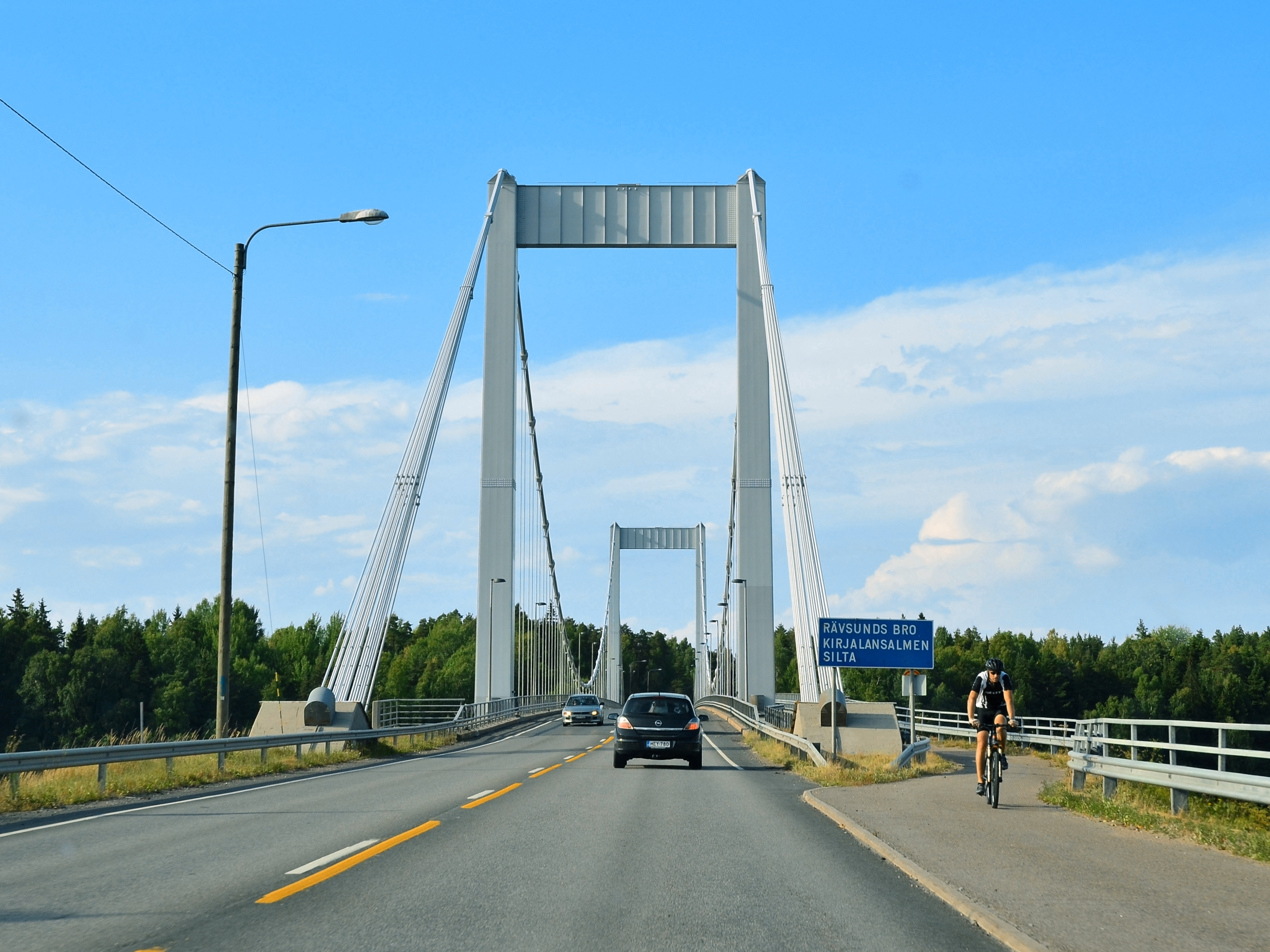
Le pont de Kirjalansalmi.

Le pont de Kirjalansalmi (finnois : Kirjalansalmen silta) est un pont suspendu entre Kaarina et Parainen en Finlande.

## Présentation
La hauteur du pont est de 11 mètres et la longueur de sa travée principale est de 220 mètres, c'est donc le plus long pont suspendu de Finlande, . 
Le pont de Kirjalansalmi était le plus long pont en Finlande de sa construction en 1963 jusqu'en 1997, lorsque le pont de Raippaluoto a été construit.
La route régionale 180 passe par le pont, qui fait partie de la Route périphérique de l'archipel.

## Conception d'un nouveau pont
Un plan directeur pour le nouveau pont de Kirjalansalmi a été approuvé en septembre 2018.
Le nouveau pont doit être situé à l'est de l'ancien pont dans son voisinage immédiat.